# Dones a la Il·lustració

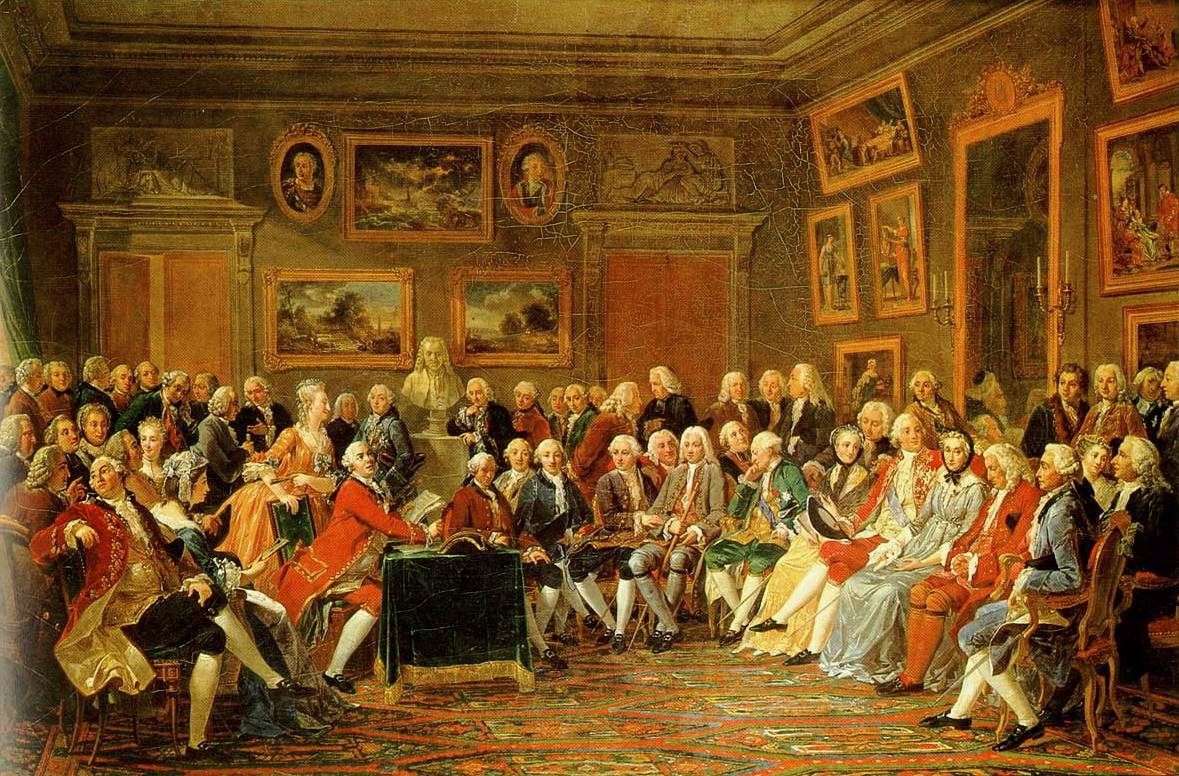
Una tarda a casa de Madame Geoffrin, per Gabriel Lemonnier

La condició de la dona durant la Il·lustració (segle xviii) a Europa està, d'una banda, marcada pel fet que la majoria de persones del segle xvii consideraven que una vida dedicada a qualsevol tipus d'erudició estava en contradicció amb les tasques domèstiques que les dones havien de realitzar. D'altra banda, diversos avenços són notables, tot i que especialment per a les classes socials altes, en determinats camps alfabetitzats.
L'escriptora britànica Mary Wollstonecraft (1759-1797) és considerada una de les primeres filòsofes feministes. Ella defensa que per crear una societat basada en la raó, les dones, com els homes, han de ser tractades com a éssers racionals. És coneguda pel seu llibre Vindicació dels drets de la dona (A Vindication of the Rights of Woman, 1782).

## Les classes socials privilegiades

### Els salons
El fenomen dels salons comença a finals del segle xvii, en un context pròsper. Es dediquen a l'art de conversar, es tracta d'un fenomen parisenc i més aviat francès. Els salons són organitzats principalment per dones, sovint de la burgesia i amb coneixements (Madame du Deffand, Madame Lambert, Claudine Guérin de Tencin, Marie-Thérèse Geoffrin, Suzanne Curchod (coneguda com a Madame Necker, escriptora i dona de salons de Suïssa), etc.) Perquè el seu saló tingui èxit, la mestressa del lloc ha de contractar els serveis d'un filòsof que inicia els debats.
Celebrar un saló és una de les activitats més desitjades per les dones, la qualitat dels convidats testifica el seu poder d'atracció i la reputació del saló recau en els convidats.
Els salons són llocs de difusió de la cultura. Apareix la llibertat d'expressió, com també fa el concepte d'igualtat. Permeten als enciclopedistes transmetre les seves idees. Helvétius i Holbach van exposar les seves idees materialistes.

### Les ciències
Durant la Il·lustració, les dones estaven excloses de les societats científiques, universitats i professions erudites. Les dones educades eren autodidactes, o tenien tutors, o l'educació d'un pare amb mentalitat liberal. A excepció de les filles d'artesans que podien ajudar els seus pares en el treball, les dones erudites també formaven part de l'elit social. La inaccessibilitat de les societats científiques va provocar la inaccessibilitat de les dones als instruments científics, com el microscopi. Les restriccions al segle xviii eren tals que es prohibia a les dones, incloses les llevadores, utilitzar fòrceps. Això explica per què els homes cirurgians van arribat a dominar la ginecologia durant aquest segle.
Els satírics ridiculitzaren a les dones científiques i les descriuen com a negligents de les tasques domèstiques. Rousseau, a Emili, o De l'educació, declara: «Així tota l'educació de les dones ha de ser relativa als homes. Agradar-los, ser-los útils, estimar-los i honrar-los, criar els joves, cuidar els ancians, aconsellar-los, consolar-los, fer-los la vida agradable i dolça, aquests són els deures de les dones en tots els temps i què les hem d'ensenyar des de petites». Però a Júlia, o La Nova Eloïssa, Rousseau assigna un paper per a les dones a la ciència, però aquest paper està subordinat: «La cerca de veritats, principis, axiomes abstractes i especulatius de la ciència, tot allò que tendeix a generalitzar les idees no són tasques de la dona, tots els seus estudis han de relacionar-se amb la pràctica; Les correspon aplicar els principis que l'home ha trobat i correspon a elles fer les observacions que condueixin l'home a l'establiment de principis».

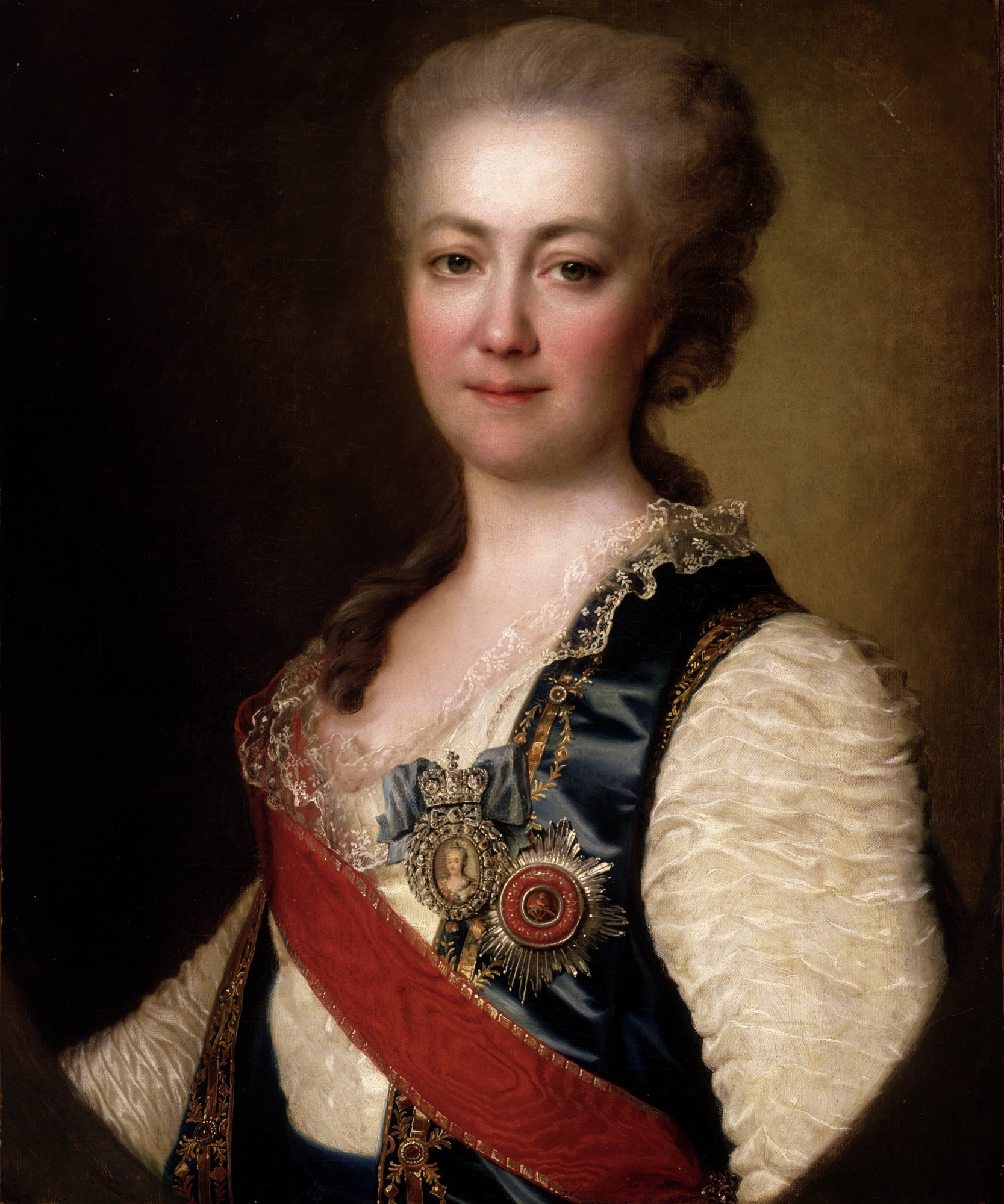
Catherine Dachkov, una aristòcrata russa culta, fundadora de l'Acadèmia Imperial de Rússia
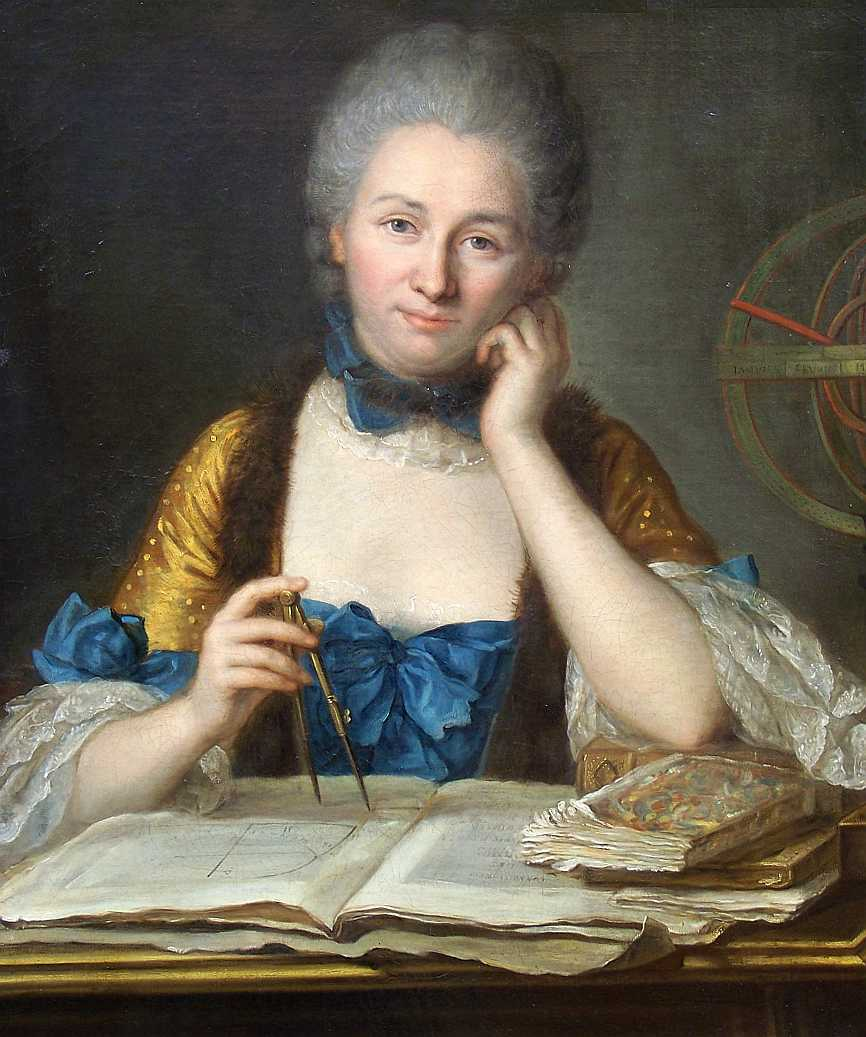
Mme. Du Châtelet a la seva taula de treball, detall. Obra de Quentin de La Tour, segle xviii

Tanmateix, aquesta posició no és unànime. Alguns, i no necessàriament procedents dels límits més progressistes, posen en valor les capacitats intel·lectuals i científiques de les dones, per exemple Richard de Bury en la seva Història abrupta de filòsofs i dones famoses (1773).
Però algunes dones científiques van obtenir reconeixement, com la matemàtica, escriptora i el física francesa Émilie du Châtelet (1706-1749).

### Les acadèmies i societats literàries
Tal com assenyala Jeremy L. Caradonna en un article publicat als Annals, «Formar part de la il·lustració: la competència acadèmica i la cultura intel·lectual al segle xviii», l'Acadèmia francesa va posat al dia una pràctica medieval rellançant concursos públics a mitjan segle xvii. Al voltant de 1725, el tema dels assajos, la poesia o la pintura, que fins ara girava entorn de la religió i / o la monarquia, es va eixamplar i diversificar radicalment per incloure propaganda reial, batalles filosòfiques i reflexions crítiques. sobre les institucions socials i polítiques de l'Antic Règim. Jeremy L. Caradonna demostra que no es van evitar sistemàticament els subjectes controvertits i cita especialment l'educació de les dones entre els exemples de temes tractats. Un nombre important de dones també van participar i van guanyar. D'un total de 2.300 concursos amb premis oferts a França, les dones van guanyar 49, la majoria en concursos de poesia. Aquesta xifra és certament baixa pels estàndards moderns, però molt important en una època en què la majoria de les dones no rebien formació escolar avançada, excepte, precisament, en un gènere com la poesia.

### Dones, francmaçoneria i il·lustrats

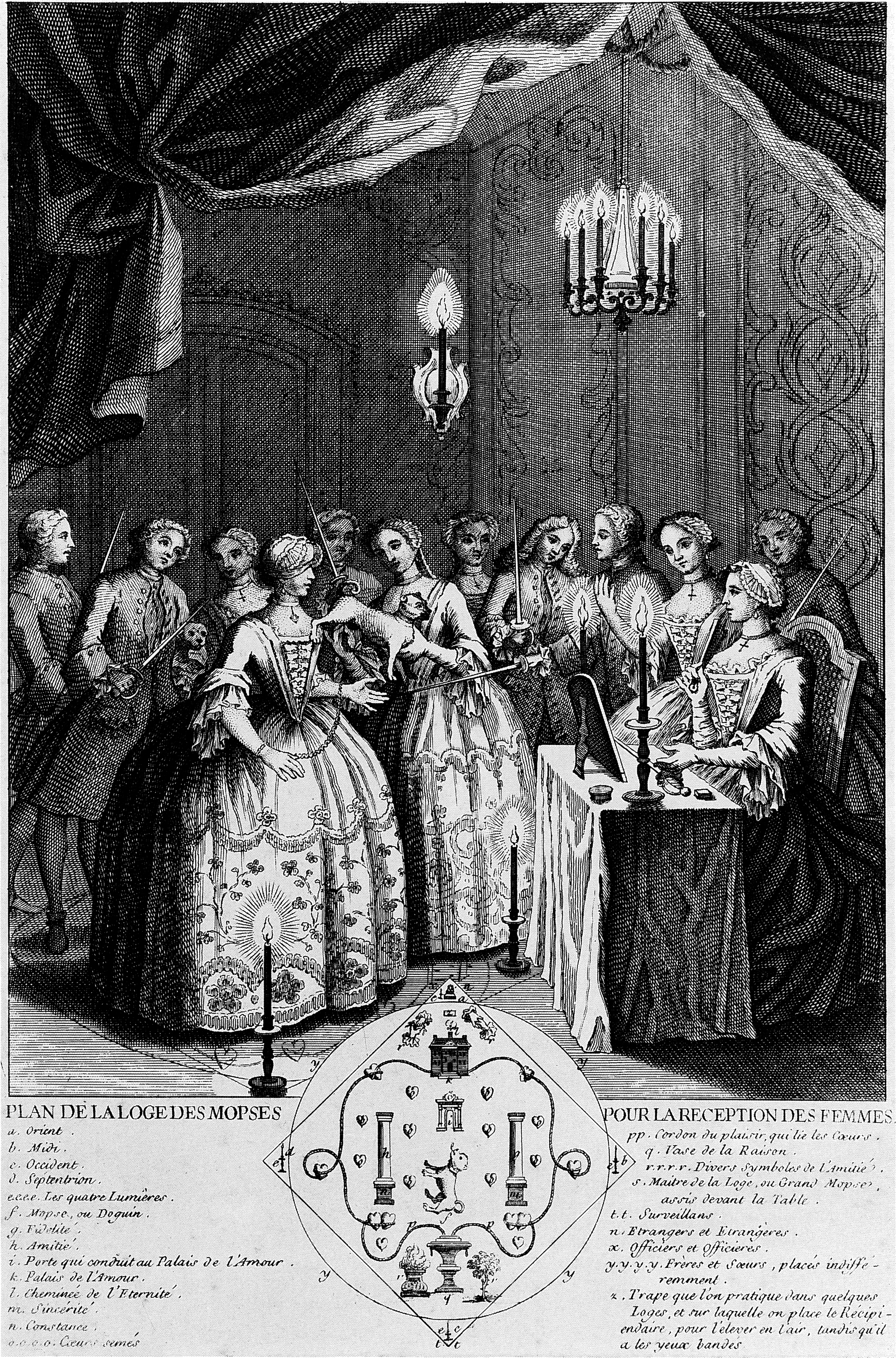
Recepció a la Lògia dels Mopses. Gravat de 1745

La fundació oficial de la francmaçoneria del continent europeu data del 1734, amb l'obertura d'una lògia a l'Haia. Però el primer allotjament totalment funcional sembla existir des de 1721 a Rotterdam. Així mateix, es van trobar rastres de l'assemblea d'una lògia a París el 1725 o el 1726. Tal com escriu Daniel Roche, el 1789, la francmaçoneria estava molt estesa a França, que llavors comptava potser no menys de 100.000 francmaçons, cosa que la convertiria en la més popular de totes les associacions de la Il·lustració. No sembla que la francmaçoneria s'hagués confinat a Europa occidental; Margaret Jacob va constatar l'existència de lògies a Saxònia el 1729 i a Rússia el 1731.
Les lògies maçòniques angleses i escoceses, originàries dels gremis d'acompanyants del segle xvii, es van ampliar fins a diversos graus, fins al segle xviii, en un vast conjunt d'associacions d'homes interconnectades i, de vegades, de dones. Margaret Jacob diu que tenien la seva pròpia mitologia i codis de conducta especials, que incloïen una comprensió comuna de les nocions de llibertat i igualtat heretades de la sociabilitat dels gremis: «llibertat, fraternitat i igualtat». La notable similitud d'aquests valors, generalment comuns a la Gran Bretanya i el continent, amb l'eslògan de la Revolució francesa de «Llibertat, igualtat, fraternitat» va donar lloc a moltes teories de conspiració. El pare Augustin Barruel traçà notablement els orígens dels jacobins i, per tant, de la Revolució, als francmaçons francesos en el seu llibre Memorias per servir a la història del jacobinisme (Londres, Ph. Le Boussonnier; Hamburg, P. Fauche), 1797-1798).
Les elits van beneficiar alguns membres de la societat. La presència, per exemple, de dones nobles a les «lògies d'adopció» franceses que es van formar a la dècada del 1780 es deu en gran manera als estrets lligams entre aquestes lògies i la societat aristocràtica.

## Les altres classes socials
L'apertura de tots els concursos públics i l'obligatorietat de l'anonimat de les presentacions van garantir la imparcialitat del judici, tenint en compte el gènere i l'estatus social dels candidats. Malgrat la pertinença a la «gran majoria» dels participants en els estrats més rics de la societat (les arts liberals, el clergat, el poder judicial i la professió mèdica), hi ha casos de membres de la classe treballadora que es van presentar als concursos i els van guanyar.